# Rally de Argentina de 2013
El Rally de Argentina de 2013, oficialmente Philips LED Rally Argentina 2013, fue la quinta ronda de la temporada 2013 del Campeonato Mundial de Rally. Se celebró del 1 al 4 de mayo y contó con 7 etapas, que fueron recorridas en dos ocasiones cada una para ofrecer un total 14 etapas de control que totalizaron 407,64 km de recorrido cronometrado. La prueba fue puntuable para las tres categorías del Campeonato Mundial: WRC, WRC 2 y WRC 3. De forma paralela al Campeonato Mundial se llevó a cabo la Copa ACA por tercer año consecutivo y la cual fue organizada por el Automóvil Club Argentino (ACA), el mismo organizador de la prueba mundialista.
Sébastien Loeb, el actual campeón mundial y ganador de la prueba argentina en siete ocasiones consecutivas, confirmó su participación en la prueba como parte de su programa reducido para la temporada. A la postre, resultó triunfador del rally y con ello alcanzó su octava victoria consecutiva en la prueba. El segundo lugar lo ocupó Sébastien Ogier y el tercero, Jari-Matti Latvala.
En el WRC2, el ganador fue el catarí Abdulazis Al-Kuwari. El segundo lugar lo ocupó el peruano Nicolás Fuchs y el tercero, el argentino Marcos Ligato.

## Desarrollo
El rally comenzó con muchas expectativas por el duelo entre los franceses Sébastien Loeb, actual campeón del mundo, y Sébastien Ogier, actual líder del campeonato. Este último llegó muy motivado por la tripleta alcanzada hasta esta prueba, mientras que Loeb mostó menos confianza por considerar que llegó a la prueba sin la preparación adecuada al haber carecido de oportunidades suficientes para entrenar, debido a su actual programa de trabajo.
El primer día de la prueba tuvo como líder a Ogier, quien desde el primer tramo cronometrado (TC) se colocó al frente del rally, incluso superando a Loeb en un duelo directo efectuado en el circuito de la etapa súper especial. El segundo TC, marcado por la presencia de niebla, lluvia y lodo, también lo ganó Ogier, quien aumentó su ventaja a 8,8 segundos por delante del segundo lugar general, su compañero de equipo Jari-Matti Latvala. El tercer lugar lo ocupó Mikko Hirvonen, mientras que Loeb, en el cuarto lugar y debido a la falta de confianza que tenía en su auto, quedó a 8,5 segundos de su compatriota en la etapa y a 10,5 segundos en la tabla general.
El tercer TC fue ganado por Mikko Hirvonen, quien, con el resultado, se colocó en la segunda posición absoluta. Loeb ocupó el segundo lugar después de haber ajustado la suspensión de su auto a su estilo de manejo. Ogier, aún con el contratiempo que tuvo con el español Dani Sordo, quien había sufrido una volcadura y había reiniciado la carrera sin percatarse que Ogier estaba detrás de él, ocupó el tercer lugar del tramo, conservando el primer lugar general.
Ogier ganó los siguientes tres tramos acrecentando su ventaja como líder general en 17,7 segundos sobre el segundo lugar, Sébastien Loeb, quien desde el cuarto TC había adelantado a Mikko Hirvonen, desplazándolo a la tercera posición general. El sexto TC fue considerado como el más emocionante en el duelo Loeb - Ogier y el cual fue ganado por este último con una ventaja de 1,4 segundos sobre el primero, quien se salió de una curva al final del tramo, debido a la cantidad de lodo que había sobre el camino.
El séptimo tramo cronometrado fue el más complicado para Ogier, quien se salió en una curva y perdió más de cuarenta segundos en la carrera, lo que permitió que Loeb, quien también se había salido en una curva, aunque sin mayores contratiempos, llegara en segundo lugar detrás de Mads Østberg y se colocara en el primer lugar general, con una ventaja de casi nueve segundos sobre Hirvonen, quien se posicionó en el segundo lugar general. Ogier quedó rezagado al tercer lugar general, con más de 26 segundos de diferencia respecto a Loeb.
En el octavo TC, Ogier y Hirvonen tuvieron ponchaduras en los neumáticos de sus autos, lo que permitió que Loeb ganara el tramo y aumentara su ventaja como líder de la prueba. Ogier se colocó en el segundo lugar general, desplazando a Hirvonen al tercero. El noveno TC también fue ganado por Loeb, quien aumentó su ventaja sobre Ogier a 40,3 segundos, quien conservó el segundo lugar general, mientras que Hirvonen cayó hasta el sexto lugar por problemas eléctricos con su auto. El tercer lugar general lo ocupó el ruso Evgeniy Novikov.
El último TC del viernes fue ganado por el finlandés Jari-Matti Latvala, quien afianzó su lugar en la cuarta posición general, mientras que Loeb, Ogier y Novikov conservaron los suyos. En el duelo directo entre los franceses en el circuito, Ogier obtuvo el triunfo nuevamente y redujo el tiempo en medio segundo con respecto al líder de la prueba, para quedar en 39,8 segundos de diferencia.
El último día de la prueba tuvo como protagonista a Jari-Matti Latvala, quien ganó los cuatro tramos cronometados de la jornada y, con ello, alcanzó el tercer lugar general, por detrás de su compañero de equipo, Sébastien Ogier. El último de ellos fue considerado como uno de los más emocionantes de la prueba, debido al interés de los pilotos por ganar los puntos del Power Stage. A pesar de los triunfos de Latvala, Sébastien Loeb conservó el liderato de la prueba y se proclamó vencedor de la misma.

## Itinerario

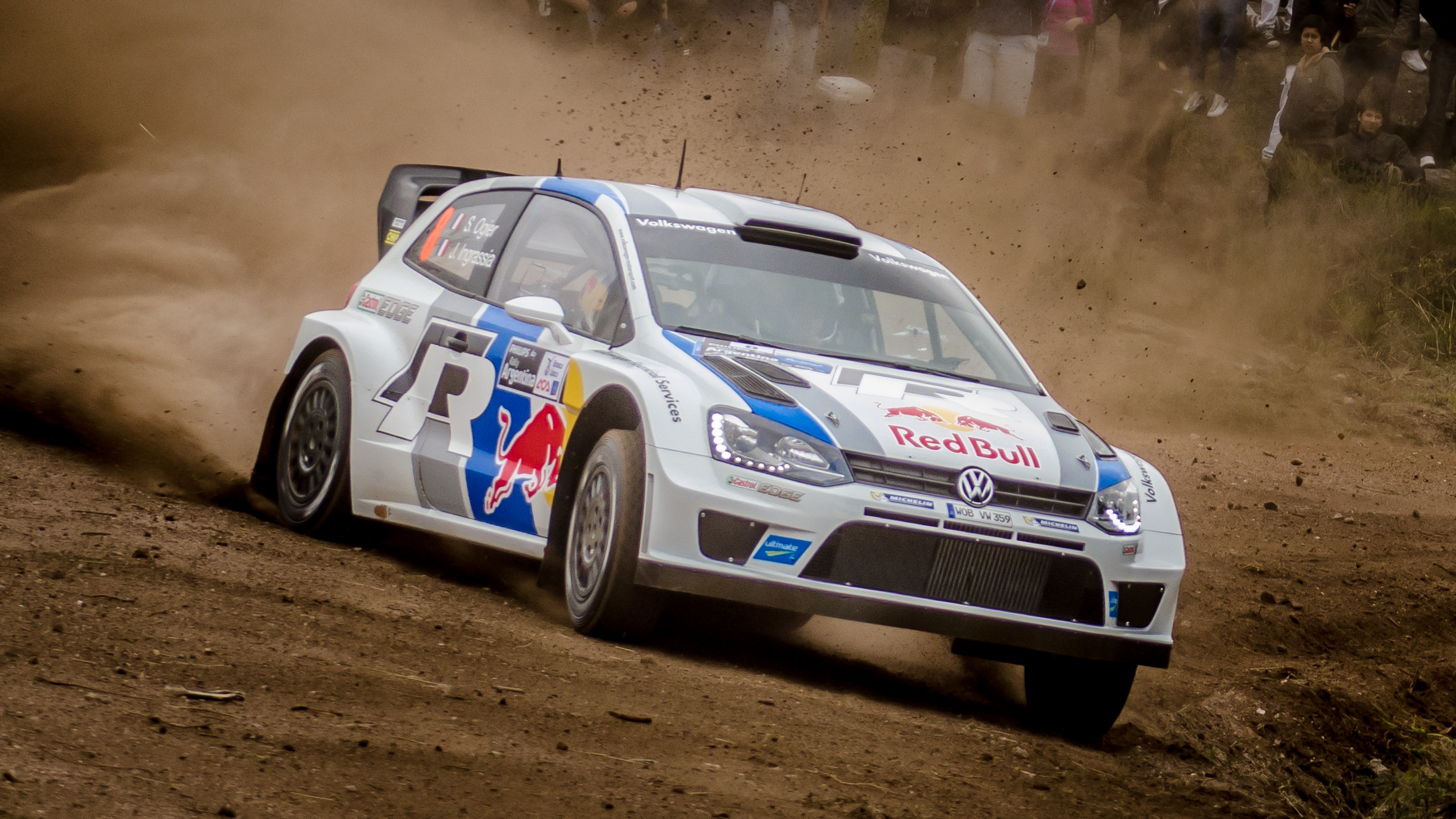
Los líderes de las primeras etapas: Sébastien Ogier y Julien Ingrassia en el Volkswagen Polo R WRC 2013.

| Día             | Tramo | Hora  | Nombre                          | Distancia | Ganador            | Tiempo  | Vel. media | Líder rally     |
| --------------- | ----- | ----- | ------------------------------- | --------- | ------------------ | ------- | ---------- | --------------- |
| Día 1 1 de mayo | SS1   | 16:00 | SSS Súper especial              | 6.04 km   | Sébastien Ogier    | 4:42.1  | 77.1 km/h  | Sébastien Ogier |
| Día 2 2 de mayo | SS2   | 9:08  | Santa Catalina / La Pampa I     | 27.09 km  | Sébastien Ogier    | 18:20.1 | 88.7 km/h  | Sébastien Ogier |
| Día 2 2 de mayo | SS3   | 9:51  | Ascochinga / Agua de Oro I      | 51.88 km  | Mikko Hirvonen     | 37:55.1 | 82.1 km/h  | Sébastien Ogier |
| Día 2 2 de mayo | SS4   | 14:41 | Santa Catalina / La Pampa I     | 27.09 km  | Sébastien Ogier    | 18:01.5 | 90.2 km/h  | Sébastien Ogier |
| Día 2 2 de mayo | SS5   | 15:24 | Ascochinga / Agua de Oro II     | 51.88 km  | Sébastien Ogier    | 38:08.6 | 81.6 km/h  | Sébastien Ogier |
| Día 3 3 de mayo | SS6   | 8:33  | Santa Rosa / Villa del Dique I  | 40.69 km  | Sébastien Ogier    | 22:28.5 | 108.6 km/h | Sébastien Ogier |
| Día 3 3 de mayo | SS7   | 9:41  | Amboy / Yacanto I               | 39.16 km  | Mads Østberg       | 22:57.3 | 102.4 km/h | Sébastien Loeb  |
| Día 3 3 de mayo | SS8   | 14:59 | Santa Rosa / Villa del Dique II | 40.69 km  | Sébastien Loeb     | 21:58.6 | 111.1 km/h | Sébastien Loeb  |
| Día 3 3 de mayo | SS9   | 16:07 | Amboy / Yacanto I               | 39.16 km  | Sébastien Loeb     | 22:28.3 | 104.6 km/h | Sébastien Loeb  |
| Día 3 3 de mayo | SS10  | 19:05 | SSS Súper especial              | 6.04 km   | Jari-Matti Latvala | 4:49.4  | 75.1 km/h  | Sébastien Loeb  |
| Día 4 4 de mayo | SS11  | 9:08  | Mina Clavero / Giulio Cesare I  | 22.64 km  | Jari-Matti Latvala | 18:36.4 | 73 km/h    | Sébastien Loeb  |
| Día 4 4 de mayo | SS12  | 9:56  | El Cóndor / Copina              | 16.32 km  | Jari-Matti Latvala | 13:02.2 | 75.1 km/h  | Sébastien Loeb  |
| Día 4 4 de mayo | SS13  | 11:39 | Mina Clavero / Giulio Cesare I  | 22.64 km  | Jari-Matti Latvala | 18:14.3 | 74.5 km/h  | Sébastien Loeb  |
| Día 4 4 de mayo | SS14  | 12:57 | Power Stage El Cóndor           | 16.32 km  | Jari-Matti Latvala | 12:57.2 | 75.6 km/h  | Sébastien Loeb  |
| Fuentes         |       |       |                                 |           |                    |         |            |                 |

### Power Stage
- El último tramo, (El Cóndor) otorgaba 3, 2 y 1 punto extra a los tres primeros clasificados del mismo.

| Pos | Piloto             | Tiempo  | Difer. | Veloc. media | Puntos |
| --- | ------------------ | ------- | ------ | ------------ | ------ |
| 1   | Jari-Matti Latvala | 12:57.2 | 0.0    | 75.6 km/h    | 3      |
| 2   | Sébastien Ogier    | 12:58.6 | +1.4   | 75.5 km/h    | 2      |
| 3   | Mikko Hirvonen     | 12:59.7 | +2.5   | 75.4 km/h    | 1      |

## Clasificación final

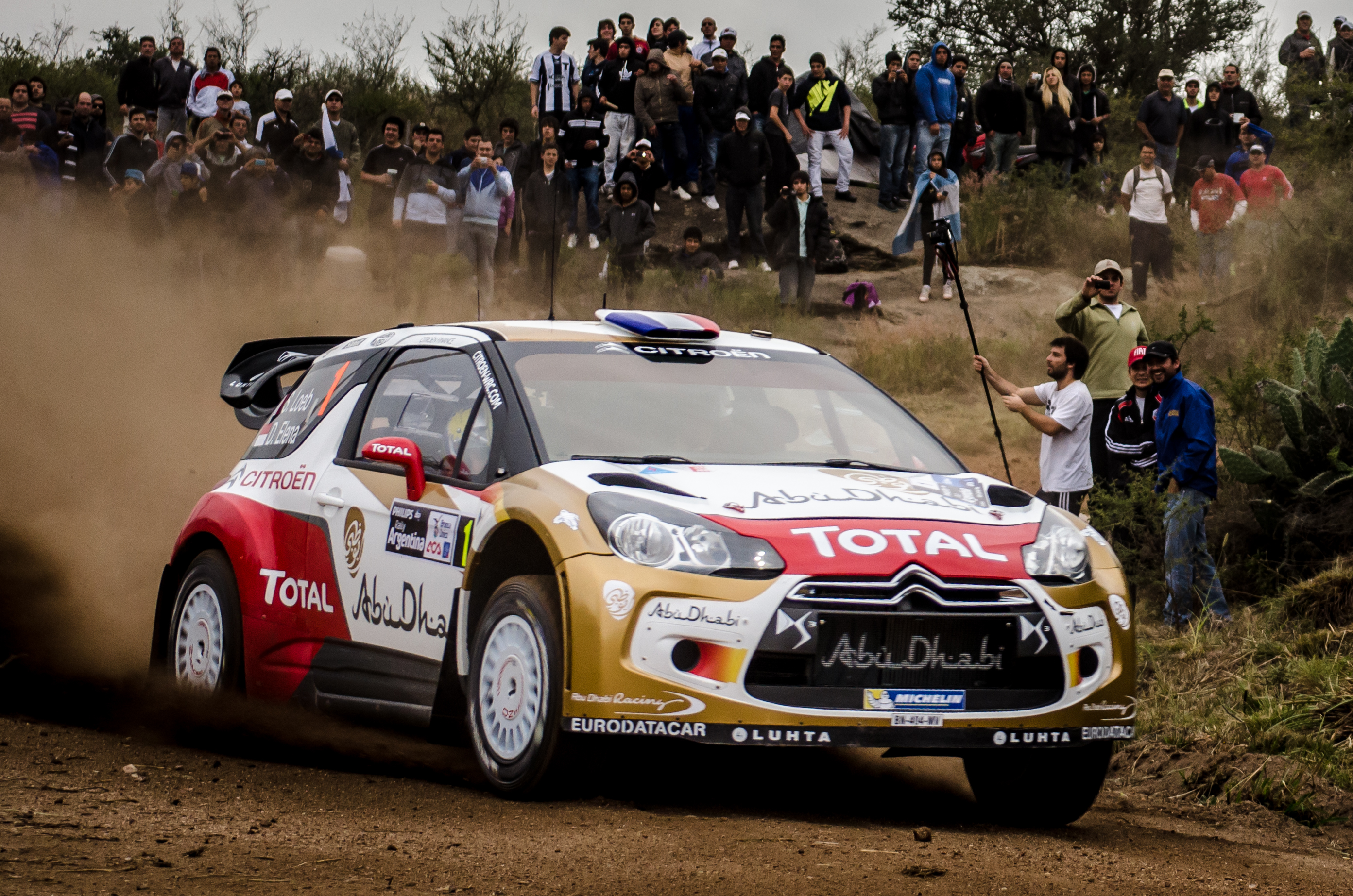
1. 1 Sébastien Loeb & Daniel Elena los ganadores del WRC 2013 Argentina.

| Pos.     | Piloto              | Copiloto          | Automóvil                | Tiempo    | Diferencia | Puntos |
| WRC      | WRC                 | WRC               | WRC                      | WRC       | WRC        | WRC    |
| -------- | ------------------- | ----------------- | ------------------------ | --------- | ---------- | ------ |
| 1.       | Sébastien Loeb      | Daniel Elena      | Citroën DS3 WRC          | 4:35:56.7 | 0.0        | 25     |
| 2.       | Sébastien Ogier     | Julien Ingrassia  | Volkswagen Polo R WRC    | 4:36:51.7 | +55.0      | 18 + 2 |
| 3.       | Jari-Matti Latvala  | Miikka Anttila    | Volkswagen Polo R WRC    | 4:37:57.5 | +2:00.8    | 15 + 3 |
| 4.       | Evgeny Novikov      | Ilka Minor        | Ford Fiesta RS WRC       | 4:38:33.4 | +2:36.7    | 12     |
| 5.       | Thierry Neuville    | Nicolas Gilsoul   | Ford Fiesta RS WRC       | 4:40:37.2 | +4:40.5    | 10     |
| 6.       | Mikko Hirvonen      | Jarmo Lehtinen    | Citroën DS3 WRC          | 4:42:20.6 | +6:23.9    | 8 + 1  |
| 7.       | Mads Ostberg        | Jonas Andersson   | Ford Fiesta RS WRC       | 4:46:58.9 | +11:02.2   | 6      |
| 8.       | Andreas Mikkelsen   | Mikko Markkula    | Volkswagen Polo R WRC    | 4:49:18.8 | +13:22.1   | 4      |
| 9.       | Dani Sordo          | Carlos del Barrio | Citroën DS3 WRC          | 4:49:19.0 | +13:22.3   | 2      |
| 10.      | Martin Prokop       | Michal Ernst      | Ford Fiesta RS WRC       | 4:50:04.3 | +14:07.6   | 1      |
| WRC 2    |                     |                   |                          |           |            |        |
| 1. (13.) | Abdulaziz Al-Kuwari | Killian Duffy     | Ford Fiesta RRC          | 5:08:27.1 | 0.0        | 25     |
| 2. (15.) | Nicolás Fuchs       | Fernando Mussano  | Mitsubishi Lancer Evo IX | 5:21:34.0 | +13:06.9   | 18     |
| 3. (16.) | Marcos Ligato       | Rubén García      | Subaru Impreza WRX STi   | 5:31:39.0 | +23:11.9   | 15     |